# Prosenoides isodomos
Prosenoides isodomos är en tvåvingeart som beskrevs av Henry J. Reinhard 1954. Prosenoides isodomos ingår i släktet Prosenoides och familjen parasitflugor. Inga underarter finns listade i Catalogue of Life.